# ファルネジーナ・コレクション・エクスペリメント
ファルネジーナ・コレクション・エクスペリメント(イタリア語：Collezione Farnesina Experimenta）は、イタリアの現代アートのコレクションで、ローマのファルネジーナ館に収蔵されている。イタリア外務省の管轄。